# Secretaría de Estado para la Agenda 2030
La Secretaría de Estado para la Agenda 2030 fue uno de los dos órganos superiores que tuvo el Ministerio de Derechos Sociales y Agenda 2030 de España entre 2020 y 2023, siendo responsable de la propuesta y ejecución de la política del Gobierno de la Nación en materia de impulso, seguimiento y cooperación para la implementación de la Objetivos de Desarrollo Sostenible, aprobados en la Resolución de 25 de septiembre de 2015 por la Asamblea General de la Organización de las Naciones Unidas (ONU).

## Historia
La Secretaría de Estado para la Agenda 2030 se creó el 12 de enero de 2020 integrada en el nuevo Ministerio de Derechos Sociales y Agenda 2030. La Secretaría de Estado asumía las competencias del Gobierno de España relativas al compromiso adquirido por este de implementar la llamada Agenda 2030, es decir, los Objetivos de Desarrollo Sostenible (ODS) establecidos por la Organización de las Naciones Unidas en 2015.
La política del Gobierno de España a este respecto comenzó nada más aprobarse los objetivos, si bien discretamente. En origen, se encargó a la Dirección General de Políticas de Desarrollo Sostenible del Ministerio de Asuntos Exteriores y de Cooperación «el impulso de las políticas de cooperación internacional para el desarrollo sostenible y la coherencia entre estas en el conjunto de las Administraciones Públicas en el marco de la nueva Agenda 2030 para el Desarrollo Sostenibles» y gran parte de la legislación del periodo 2017-2018 ya contaba con menciones explícitas a estos objetivos.
Sin embargo, un punto determinante para los ODS fue el cambio de gobierno de 2018. El nuevo presidente del Gobierno, Pedro Sánchez, creó en su oficina un Alto Comisionado para la Agenda 2030 con rango de subsecretario, y nombró para este cargo a Cristina Gallach. Este alto comisionado y su oficina tenían encomendada la tarea de coordinar todos los esfuerzos de las distintas administraciones y otras organizaciones de España para implementar dichos objetivos.
Con la formación del segundo Gobierno Sánchez y la entrada de Unidas Podemos en el Gobierno de la Nación, se le otorgó a esta formación política la implementación de los objetivos. Para ello, se creó esta Secretaría de Estado y se elevó asimismo el rango de las competencias. El alto comisionado fue finalmente suprimido el 28 de enero.
Se suprimió el 21 de noviembre de 2023, al constituirse el tercer Gobierno de Pedro Sánchez, y sus funciones se integraron en la Secretaría de Estado de Derechos Sociales.

## Estructura
La Secretaría de Estado contó con dos órganos directivos:
- La Dirección General de Políticas Palanca para el Cumplimiento de la Agenda 2030.
- El Gabinete, como órgano de apoyo y asistencia inmediata a la persona titular de la Secretaría de Estado, con nivel orgánico de subdirección general.

### Órganos adscritos
- El Consejo de Desarrollo Sostenible.[10]

## Lista de secretarios de Estado
- Ione Belarra Urteaga (15 de enero de 2020-31 de marzo de 2021)[11]
- Enrique Fernando Santiago Romero (31 de marzo de 2021-27 de julio de 2022)[12]
- Lilith Verstrynge (27 de julio de 2022-23 de noviembre de 2023)[13][14]